# Ménil-Lépinois
 Ménil-Lépinois  là một xã ở tỉnh Ardennes, thuộc vùng Grand Est ở phía bắc nước Pháp.